# 广州中医药大学第一临床医学院
广州中医药大学第一临床医学院前身是中医系，1984年与广州中医药大学第一附属医院实行院系合一管理，更名为医疗一系，1997年始更为现名。
目前学院有3个本科专业：中医学专业（五年制）、中西医结合专业（五年制）、中医学专业（七年制）。其中，七年制中医学专业是与中山大学联合办学的专业，第一年在中山大学珠海校区学习。